# Matthias Hermann (Schriftsteller)
Matthias Hermann (geboren 30. Dezember 1958 in Bitterfeld) ist ein deutscher Schriftsteller.

## Leben
Matthias Hermann entstammt einer jüdischen Familie, die – im Sinne von ‚unter Genossen gibt es keine Juden’ – assimiliert war.  Er wuchs in Ost-Berlin auf und absolvierte eine Ausbildung zum Schriftsetzer. Später wurde er Korrektor.  1978 scheiterte sein Fluchtversuch in den Westen. Er wurde wegen sogenannter ‚politischer Straftaten’ zu zwei Jahren und vier Monaten Zuchthaus verurteilt. Trotz Schreibverbot entstanden während seiner Haft dreißig bis vierzig Gedichte. In Gedichten wie Der Gefängnisduschraum (in 72 Buchstaben) kombiniert er das, was er als politisch Inhaftierter erlebte, mit Erfahrungen deutscher Juden während der Zeit des Nationalsozialismus. Nach einem Jahr wurde Matthias Hermann amnestiert und 1980 auf Initiative von Herbert Wehner von der BRD freigekauft. In der Folge siedelte er in die Bundesrepublik über.
Hermann tritt mit den großen deutschen Literaten aller Zeitepochen in Dialog. Wenn er z. B. auf Brecht oder Celan anspielt, radikalisiert und revidiert er sie. Auch wenn Hermann – wie so oft – Themen und Figuren aus dem Alten Testament aufnimmt, folgt er einem ähnlichen Muster: Er greift auf Vorgegebenes zurück, führt es kritisch weiter und schafft völlig Neues und Unerwartetes. Vor allem Hermanns Beschäftigung mit dem Alten Testament ist ein literaturhistorisches Novum in der jüngeren Geschichte der deutschsprachigen Lyrik.
2005 wurde er mit den Aachener Peter-Klein-Literaturpreis geehrt. Bis 2018 hat er sieben Gedichtbände und einen Erzählband veröffentlicht.

## Werke
- 72 Buchstaben. Gedichte. Suhrkamp, Frankfurt am Main 1989, ISBN 3-518-40150-5.
- Der gebeugte Klang. Gedichte. Klöpfer & Meyer, Tübingen 2002, ISBN 3-421-05745-1.
- Ahasver-Gedichte, Edition Noack & Block 2013, ISBN 978-3-86813-014-0
- Die Ausländerin Gottes. Erzählungen. Edition Noack & Block, Berlin 2014, ISBN 3-86813-015-2.
- Die Psalmen. Erstes Buch. Nachgedichtet von Matthias Hermann. Edition Noack & Block, Berlin 2015, ISBN 978-3-86813-031-7.
- Die Psalmen. Zweites Buch. Nachgedichtet von Matthias Hermann. Edition Noack & Block, Berlin 2016, ISBN 978-3-86813-036-2.
- Die Psalmen. Drittes Buch. Nachgedichtet von Matthias Hermann. Edition Noack & Block, Berlin 2017, ISBN 978-3-86813-037-9.
- Die Psalmen. Viertes Buch. Nachgedichtet von Matthias Hermann. Edition Noack & Block, Berlin 2018, ISBN 978-3-86813-052-2.
- Die Psalmen. Fünftes Buch. Nachgedichtet von Matthias Hermann. Edition Noack & Block, Berlin 2019, ISBN 978-3-86813-083-6.
- Panorama-Poeme, Edition Noack & Block, Berlin 2021, ISBN 978-3-86813-113-0.
- Hohelieder der Liebe und Klage, Edition Noack & Block, Berlin 2023, ISBN 978-3-86813-165-9.